# Ayu-mi-x III Acoustic Orchestra Version
ayu-mi-x III Acoustic Orchestra Version – pierwsza wersja albumu remiksowego ayu-mi-x III Ayumi Hamasaki. Album został wydany 28 lutego 2001 roku w celu dalszego promowania trzeciego albumu studyjnego Duty piosenkarki. Znalazł się na 4. miejscu w rankingu Oricon. Sprzedano 183 760 kopii.

## Lista utworów
| #  | Tytuł                                           | Czas |
| -- | ----------------------------------------------- | ---- |
| 1  | "SURREAL" (Acoustic Orchestra version)          | 4:17 |
| 2  | "SEASONS" (Acoustic Orchestra version)          | 3:37 |
| 3  | "Key" (Acoustic Orchestra version)              | 3:32 |
| 4  | "Duty" (Acoustic Orchestra version)             | 5:17 |
| 5  | "End of the World" (Acoustic Orchestra version) | 3:37 |
| 6  | "Far away" (Acoustic Orchestra version)         | 4:31 |
| 7  | "vogue" (Acoustic Orchestra version)            | 3:34 |
| 8  | "ever free" (Acoustic Orchestra version)        | 2:42 |
| 9  | "SEASONS" (inst.mero version)                   | 3:37 |
| 10 | "vogue" (inst.mero version)                     | 3:35 |
| 11 | "Far away" (inst.mero version)                  | 4:31 |
| 12 | "Key" (inst.mero version)                       | 3:31 |
| 13 | "ever free" (inst.mero version)                 | 2:39 |